# Godfrey Ho
Godfrey Ho (* 1948 in Hongkong als Chi Kueng Ho) ist ein chinesischer Filmregisseur aus Hongkong, der in den 1980er-Jahren bei zahlreichen Ninja-Filmen Regie führte.
Ho begann seine Karriere bei Shaw Brothers als Regieassistent von Chang Cheh. Zu dieser Zeit kam es auch zu einer Zusammenarbeit mit John Woo.
Hos Arbeitsstil war es, existierende, von seinen Auftraggebern günstig angekaufte Filme umzuschneiden und mit selbstgedrehtem Material zu ergänzen, so dass sich neue Filme ergaben. Diese Arbeitsweise war sehr kostengünstig, brachte jedoch ausschließlich als minderwertig wahrgenommene Filme hervor, da das Originalmaterial und die zugedrehten Szenen nicht zueinander passten. Aufgrund der Anzahl und der Qualität seiner Filme wird Ho auch als der „Ed Wood des Hongkong-Kinos“ bezeichnet. Zwischen 1980 und 1990 drehte Ho über achtzig Filme. Viele seiner Werke sind inzwischen Kultfilme und gelten aufgrund ihrer mangelnden Qualität als unfreiwillig komisch. Ho agierte im Laufe seiner Karriere unter mehr als vierzig unterschiedlichen Namen, darunter Godfrey Hall, Zhi Jiang He, Benny Ho, Chi-Mou Ho, Chun-Sing Ho, Charles Lee, Stanley Chan, George King, Tomas Tang, Bruce Lambert, Tommy Cheung, Tommy Cheng, Tommy Leung, Alton Cheung, Ho Jeung Keung, Fong Ho und Kurt Spielberg. Wiederkehrende Schauspieler in Hos Filmen sind z. B. Pierre Kirby, Richard Harrison und Andy Chworowsky.

## Filmografie (Auswahl)
- 1968/1980: Bruce Lee – Die Todesklaue des Tigers (Bruce Lee – Dragon on fire)
- 1979: Shaolin – Warteliste des Todes (The Mars villa)
- 1979: Todesgrüße von Bruce Lee (The dragon the hero)
- 1980: Im Auftrag der Todeskralle (Mission for the dragon)
- 1984: Die Vollstrecker der Ninja
- 1985: Inferno Thunderbolt (Inferno thunderbolt)
- 1985: Der Ninja (Ninja thunderbolt)
- 1985: Ninja Terminator (Ninja terminator)
- 1985: Thunderbolt Connection (Magnum thunderbolt)
- 1986: Diamant Ninja Force (Diamond ninja force)
- 1986: Frauenlager der Ninja (Shadow Killers)
- 1986: Hitman – The Cobra (Hitman – the cobra)
- 1986: Ninja Connection (Ninja champion)
- 1986: Ninja Dragon (Ninja dragon)
- 1986: Das Todesduell der Ninja (Ultimate ninja)
- 1987: Bionic Ninja – Formel des Todes (Ninja-Knight Thunderfox)
- 1987: Ninja – Grandmaster of Death (Ninja – Grandmasters of death)
- 1987: American Commando 3: Savage Temptation (Savage temptation)
- 1987: The Secret of the lost Empire (Royal warriors)
- 1987: The Young Master (The young master)
- 1988: Crackdown Mission (Crackdown mission)
- 1988: Terror Serpent (Thunder of gigantic serpent)
- 1989: Thunder Kids (Thunder kids)
- 1989: Zombie vs. Ninja (Zombie Rival: The Super Ninja Master)
- 1989: Full Metal Ninja (Metallic Fury)
- 1990: Born to Fight 2 (Angel's mission)
- 1990: Iron Angels IV (Under police protection)
- 1990: Tage ohne Sonne (Meiyou ayank de rizi) (eine Episode)
- 1994: Men Behind the Sun 3: A Narrow Escape (Hei tai yang 731 xu ji zhi sha ren gong chang)